# William Henry Cabell
William Henry Cabell (16 dicembre 1772 – Richmond, 12 gennaio 1853) è stato un politico statunitense.

## Biografia
Fu il quattordicesimo governatore della Virginia. Nato nella contea di Cumberland nello stato della Virginia.
Figlio del colonnello Nicholas Cabell e di Hannah Carrington Cabell. Alla sua morte il corpo venne sepolto al Shockoe Hill Cemetery

## Riconoscimenti
La contea di Cabell è chiamata così in suo onore.